# Pfarrkirche Droß

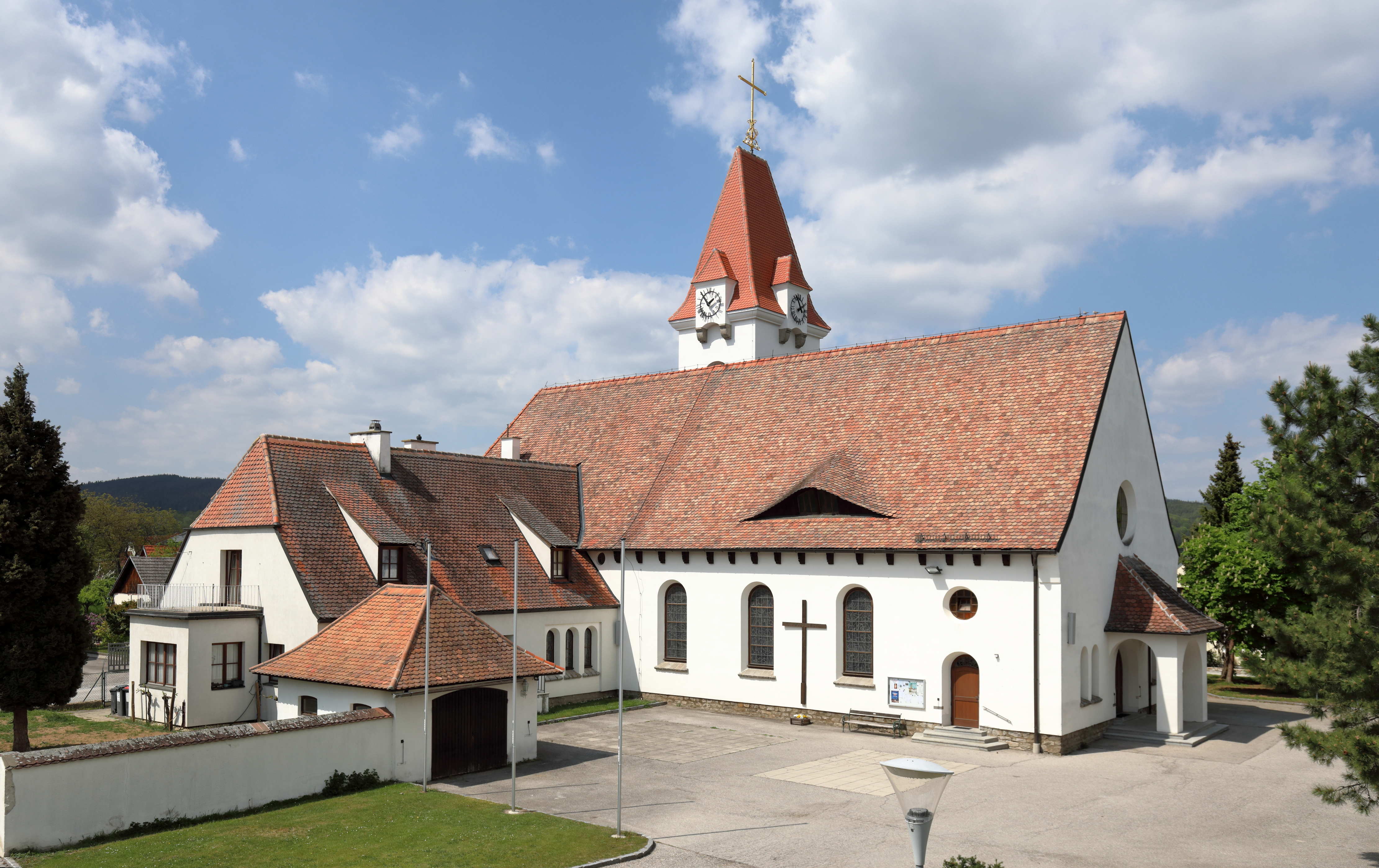
Pfarr- und Wallfahrtskirche Droß

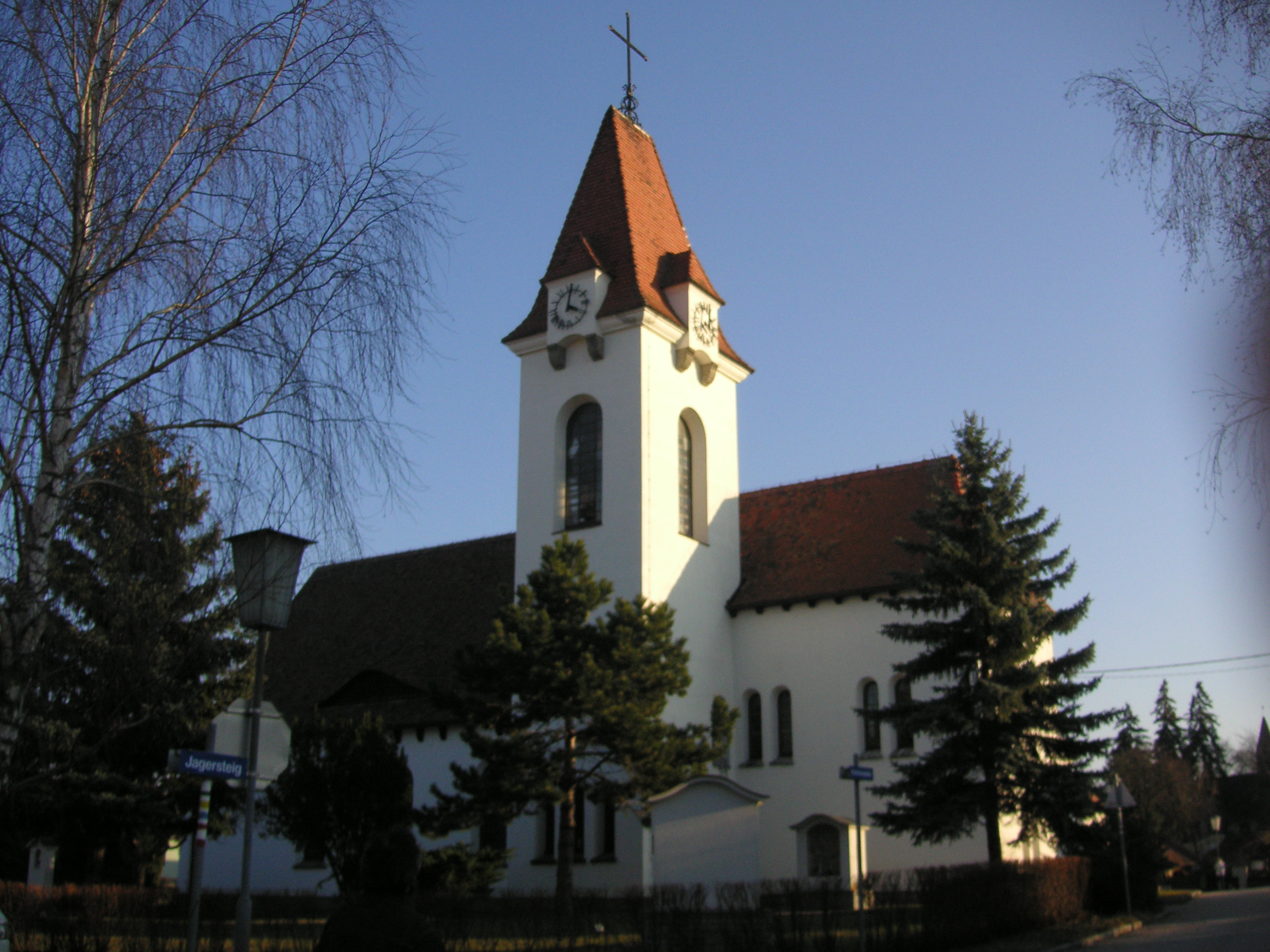
Nordwestansicht der Kirche

Die Pfarr- und Wallfahrtskirche Droß steht in der Gemeinde Droß in Niederösterreich. Die römisch-katholische Pfarrkirche Unsere Liebe Frau von Fatima gehört zum Dekanat Krems in der Diözese St. Pölten. Die Kirche steht unter Denkmalschutz.

## Geschichte
Die südlich des Schlosses Droß gelegene Pfarr- und Wallfahrtskirche Maria Fatima ist ein wuchtiger Bau in Formen des Heimatschutzstils und in dieser Form einmalig in der Diözese St. Pölten. Die Kirche hat einen seitlich gestellten Turm. Sie wurde auf Anregung des Pfarrers Franz Gravogl († 13. Februar 1974) von 1949 bis 1953 von Helmut Schopper erbaut und am 3. Mai 1953 durch Kardinal Franz König, damals Bischof-Koadjutor der Diözese St. Pölten, geweiht. Das Gnadenbild der Kirche, eine Marienstatue, wurde von Otto Moroder aus Mayrhofen im Zillertal geschaffen und wurde 1950 in Droß aufgestellt.
Fatimafeiern finden das ganze Jahr über, jeweils am 13. im Monat statt, wo zahlreiche Wallfahrer teilnehmen. Die Orgel weist 6 Register auf.
Im Juli 2016 löste ein Blitzeinschlag in den Turm der Kirche einen Brand aus, der den Kirchturm schwer beschädigte.